# Пам’ятний знак робітникам і службовцям заводу гірничого машинобудування, які загинули у 1941-1945 рр.
Пам’ятний знак робітникам і службовцям заводу гірничого машинобудування, які загинули у 1941-1945 рр. знаходиться по вул. Мартина Шимановського, 43, на території парку ВАТ «Криворіжгірмаш» Центрально-Міського району м. Кривий Ріг.

## Передісторія
ВАТ «Криворізький завод гірничого машинобудування» бере початок від Гданцівського чавуноливарного заводу, який став до ладу у вересні 1892 р. з ініціативи Акціонерного товариства Криворізьких залізних руд. До складу входили 3 домни, 4 коксові батареї, електростанція, котельня, механічна майстерня. У 1923 р на базі механічної майстерні створене управління підсобними підприємствами, яке здійснювало ремонт гірничого обладнання. У 1930 р. перейменоване в Центральні механічні майстерні тресту «Руда». У серпні 1937 р. перейменовані в завод гірничого обладнання ім. газети «Комуніст» у складі тресту «Головруда». У серпні 1941 р. заводське устаткування було евакуйовано у 50 вагонах до Магнітогорська, де працювало 623 криворіжці. Близько 400 співробітників заводу брали участь у бойових діях, більше сотні загинуло.
Згідно з постановою партійного комітету заводу «Комуніст» (з лютого 1998 р. ВАТ «Криворіжгірмаш»), затвердженою протоколом № 56 від 16 лютого 1983 р., було прийняте рішення про встановлення пам’ятного знаку у сквері заводу. Урочисте відкриття відбулось 7 травня 1985 р. 
Автор роботи – заслужений художник України Олександр Васильович Васякін. 
На плитах увічнено 72 імені загиблих. Пошукову роботу провела співробітник відділу кадрів заводу «Комуніст» Тетяна Яківна Гуль. Пам’ятний знак створено з ініціативи Миколи Петровича Пилипенко, Бориса Петровича Мороза, Віктора Федоровича Кривенка. В основу проекту покладено чотири багнета гвинтівки Мосіна, що символізують чотири роки війни.
Рішенням Дніпропетровського облвиконкому від 19.11.1990 р. № 424 пам’ятний знак було взято на державний облік з охоронним номером 6327.

## Пам’ятка

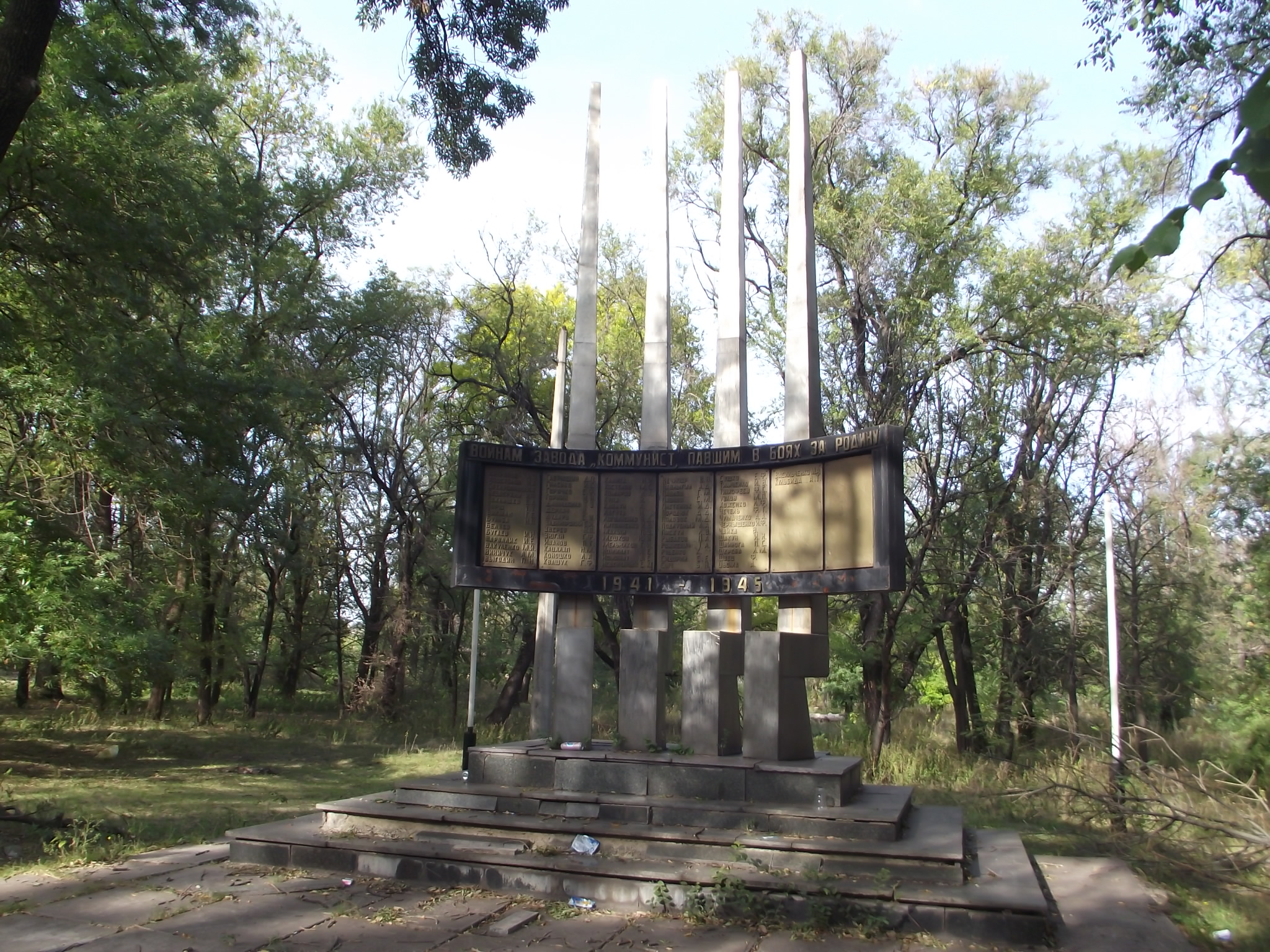
Пам’ятний знак робітникам і службовцям заводу гірничого машинобудування, які загинули у 1941-1945 рр.

Обеліск у вигляді чотирьох багнетів з неіржавної сталі, направлених гострими частинами вгору, на відстані 0,20 м один від одного. Розміри кожного по низу 0,57х0,28 м, висота уступу 0,95 м; загальна висота багнета 5,60 м. На багнетах на висоті 1,23 м від їх нижнього краю встановлено горизонтально залізну плиту розмірами 3,70х1,17 м, товщиною 17 см. Її краї по 0,9 м виходять за багнети й загнуті дугою до центру; відстань між ними 3,37 м. На ній болтами за допомогою болтів змонтовано 7 чавунних плит з прізвищами загиблих під час Другої світової війни робітників та службовців заводу «Комуніст». Написи виконано накладними літерами: на п’яти плитах – по 14 прізвищ, на шостій – два, сьома плита була без прізвищ. На верхній частині горизонтальної залізної плити надпис російською мовою:
«ВОИНАМ ЗАВОДА «КОММУНИСТ», ПАВШИМ В БОЯХ ЗА РОДИНУ». 
Знизу дати: «1941-1945». Загальна висота пам’ятного знаку 7 м.